# Sherman megye (Texas)
Sherman megye az Amerikai Egyesült Államokban, azon belül Texas államban található. Megyeszékhelye és legnagyobb városa Stratford. Lakosainak száma 2782 fő (2020. április 1.). Sherman megye Dallam, Hansford, Moore, Hutchinson, Hartley, Texas és Cimarron megyékkel határos.

## Népesség
A megye népességének változása:
| Lakosok száma | 3031 | 3040 | 3057 | 3093 | 3072 | 2782 |
|               | 2010 | 2011 | 2012 | 2013 | 2015 | 2020 |